# Domingo Ortega
Domingo López Ortega (Borox, Toledo, 25 de febrero de 1906 - Madrid, 8 de mayo de 1988) fue un torero español. Fue la máxima figura del toreo en los años treinta, encabezando el escalafón taurino seis años en esta década. Salió dos veces por la puerta grande de Las Ventas, donde además cortó un rabo en 1939.

## Biografía
Hijo de un modesto labrador, al que ayudaba en las labores del campo en Borox, en las inmediaciones de la dehesa donde pastaba la ganadería Veragua. Vistió el traje de luces hasta 1928. Siguiendo los consejos de Salvador García Mateo, actuó en algunas novilladas realizando faenas memorables, las últimas en Barcelona a fines de la temporada de 1930, con gran éxito y obteniendo el apoderamiento de Domingo Dominguín.
Tomó la alternativa en la misma Barcelona el 8 de marzo de 1931 de manos de Gitanillo de Triana con Vicente Barrera de testigo. Confirmó la alternativa en Las Ventas 16 de junio del mismo año siendo su padrino Nicanor Villalta y Félix Rodríguez de testigo. Su aprendizaje fue breve y su ascenso insólito hasta la fecha, porque se trataba de un torero intuitivo que desde sus primeras actuaciones en los cosos dio muestras de unas condiciones extraordinarias para la lidia de reses bravas y que cuajó rápidamente en un torero magistral, figurando durante toda su vida artística en un puesto de privilegio  Duranta los años treinta fue líder del escalafón taurino durante cuatro años seguidos y, en total, encabezó el escalafón en seis años, igualando los méritos de Joselito el Gallo obtenidos en la década de 1910. Salió en dos ocasiones por la puerta grande de Las Ventas, en 1936 y 1945.

... con Domingo López Ortega acaba el tronco de lidiadores concienzudos: Bombita, vistoso, eficaz, conocedor de todas las fuerzas misteriosas que puedan residir en el juego de una muleta; Vicente Pastor, torero de piernas rígidas [...] y de cerebro lento; más tarde Domingo Ortega, el cual, después de la revolución de Belmonte, ocupa un lugar claro y sin discusión: es el lidiador por excelencia. [...] Y luego, el temple, el alarde, el pisarle su espacio al toro con muy seca malicia. Esto trajo Ortega al toreo.
Néstor Luján

Fue un torero poderosísimo, de los contadísimos que a lo largo de toda la historia tauromáquica han dominado a los toros con que se enfrentaba, por muy duros y difíciles que fuesen. Excelente capeador y seguro estoqueador, con la muleta era excepcional, ya que lograba siempre adueñarse de los cornúpetas desde los primeros pases y mandar en ellos en toda la faena, descollando en las de castigo para los astados de mucho temperamento, aunque supiese torear con suavidad y con pases de adorno. Fue torero de lucha y torero de mimo. Recio, sobrio, pero jugoso y con hondura. De estilo clásico y con técnica depurada, lidiador de sorprendente facilidad y con sugestiva personalidad. En 1931 compró su primera ganadería. El 24 de mayo de 1939, en la corrida de la Victoria, cortó un rabo en Las Ventas, siendo uno de los diez toreros que lo han conseguido en la historia. En 1944 fue el padrino de alternativa de Luis Miguel Dominguín en la plaza de toros de La Coruña. El 6 de septiembre de 1947 sustituyó a Manolete en la corrida inaugural de la plaza de toros de Melilla.
El 29 de marzo de 1950, animado por Ortega y Gasset realizó una conferencia en el Ateneo de Madrid, llamada El Arte del Toreo, por la que Gerardo Diego dedicó el poema llamado Cargar la Suerte, sobre la expresión taurina de cargar la suerteː

Cátedra del Ateneo, el Maestro Fray Domingo va a hacer un sutil distingo al definir su toreoː - Cambia la aguja al correo, para, carga, templa y manda, y si el tren te duda y anda, aguanta, quieto y torero (el fraile fue cocinero), y échatelo a la otra banda.
Gerardo Diego, Cargar la Suerte

Se retiró tras finalizar la temporada de 1941, aunque reapareció posteriormente hasta que su última corrida fue en la Feria del Pilar de Zaragoza el 14 de octubre de 1954. Siguió vinculado al mundo de la tauromaquia, tomando parte en numerosos festivales benéficos, con su ganadería brava y en sus fincas de Cerceda (Madrid) llamada Navalcaide, y la finca de Aldeanueva en Revenga (Segovia). Falleció en Madrid en 1988. Fue enterrado en el cementerio de su natal Borox.

## Domingo Ortega en la cultura
En el museo taurino de Las Ventas se encuentra el Retrato de Domingo Ortega de Zuloaga. Además, compartió amistad con intelectuales y artistas como Antonio Díaz Cañabate, que le dedicó La Fábula de Domingo Ortega.
Intervino en dos películas, la primera fue Tarde de Toros (1955) junto a Antonio Bienvenida y Enrique Vera. La segunda fue Tú sólo (1983) con alumnos de la escuela taurina de Madrid. En la película Descalzos por el parque (1967) protagonizada por Robert Redford y Jane Fonda, aparece su nombre en un cartel anunciante de una corrida de toros el jueves 12 de septiembre de 1946, en la plaza de toros de Salamanca, junto con Carlos Arruza y Julio Pérez Vito, que adorna el apartamento en el que viven los protagonistas.
Señalar el popular pasodoble Domingo Ortega de 1930, compuesta por Florencio Ledesma Estrada y Rafael Oropesa y letra de Salvador Mauri.
Tienen una calle con su nombre localidades como Sonseca, Borox, Guadalix de la Sierra, Morón de la Frontera o Fuengirola, y existe una placa en la calle Raimundo Fernández Villaverde del barrio de Chamberí de Madrid donde residió.

## Vida privada
Contrajo matrimonio en 1937 con María del Carmen Pla y Ruiz, hija del marqués de Amboage propietario del palacio de Amboage en Madrid, de la que enviudó en 1944. Contrajo matrimonio en segundas nupcias en 1946 con María Victoria Fernández y López-Valdemoro.